# Collier
För andra betydelser, se Collier (olika betydelser).

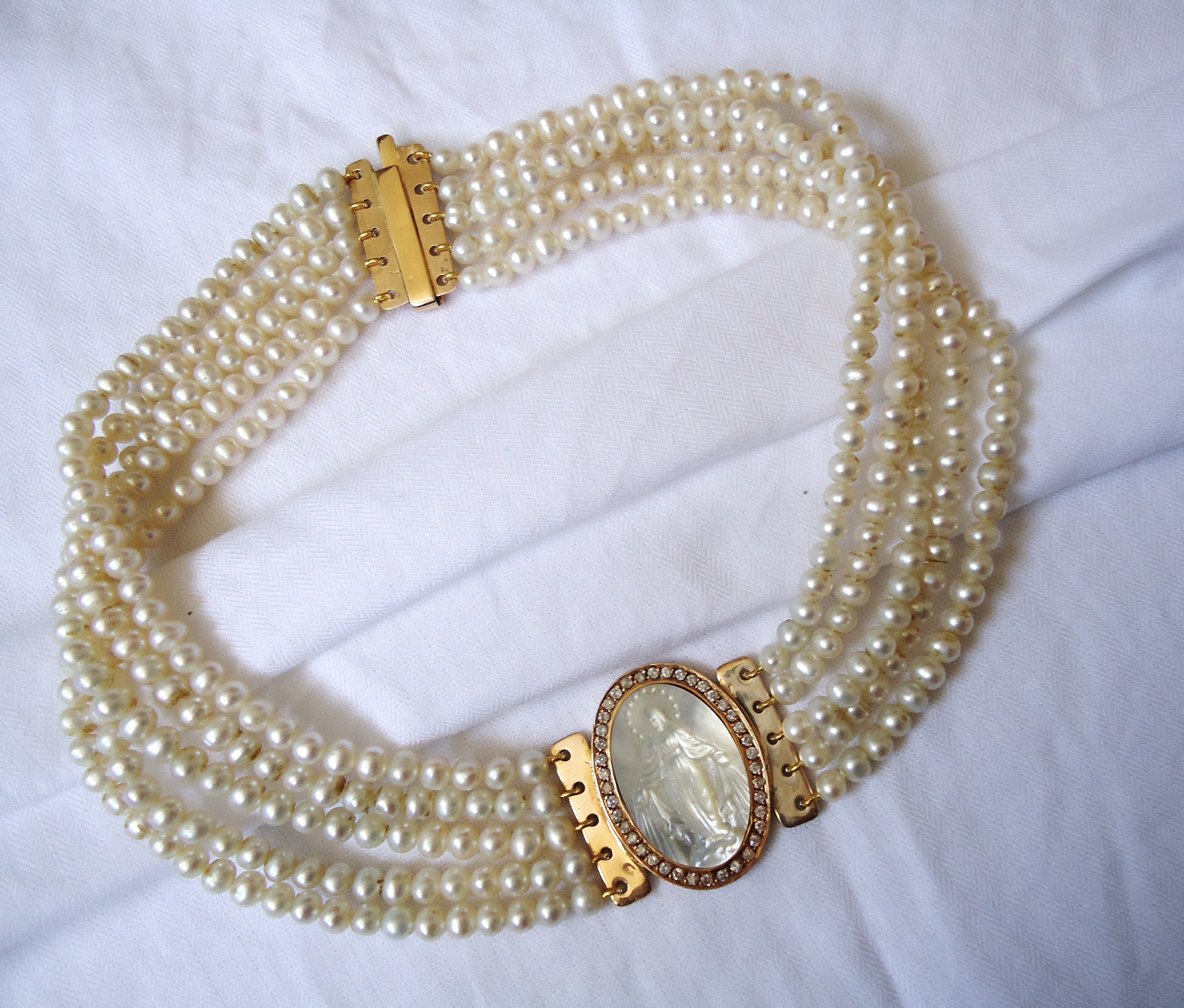
Pärlcollier.

En collier (franska, ’runtom halsen’, ’krage’) är ett långt eller kort halsband, typ halskedja eller enradigt pärlhalsband. Den var på modet cirka 1920–1960. En liten pärlcollier som tittade upp utanför jumpersetet var höjden av chiceri 1959–1962. Exklusiva dyrbara halssmycken av kända designers och juvelerare brukar numera benämnas collier, medan enklare halsband kallas choker.
Ordet collier är belagt i svenska språket sedan 1795.